# Данилково (Чагодощенский район)
Данилково — деревня в Чагодощенском районе Вологодской области.
Входит в состав Лукинского сельского поселения, с точки зрения административно-территориального деления — в Лукинский сельсовет.
Расстояние по автодороге до районного центра Чагоды — 52 км, до центра муниципального образования деревни Анишино — 11 км. Ближайшие населённые пункты — Бельское, Горка, Наумовское.
По данным переписи в 2002 году постоянного населения не было.